# Kirsi Hänninen

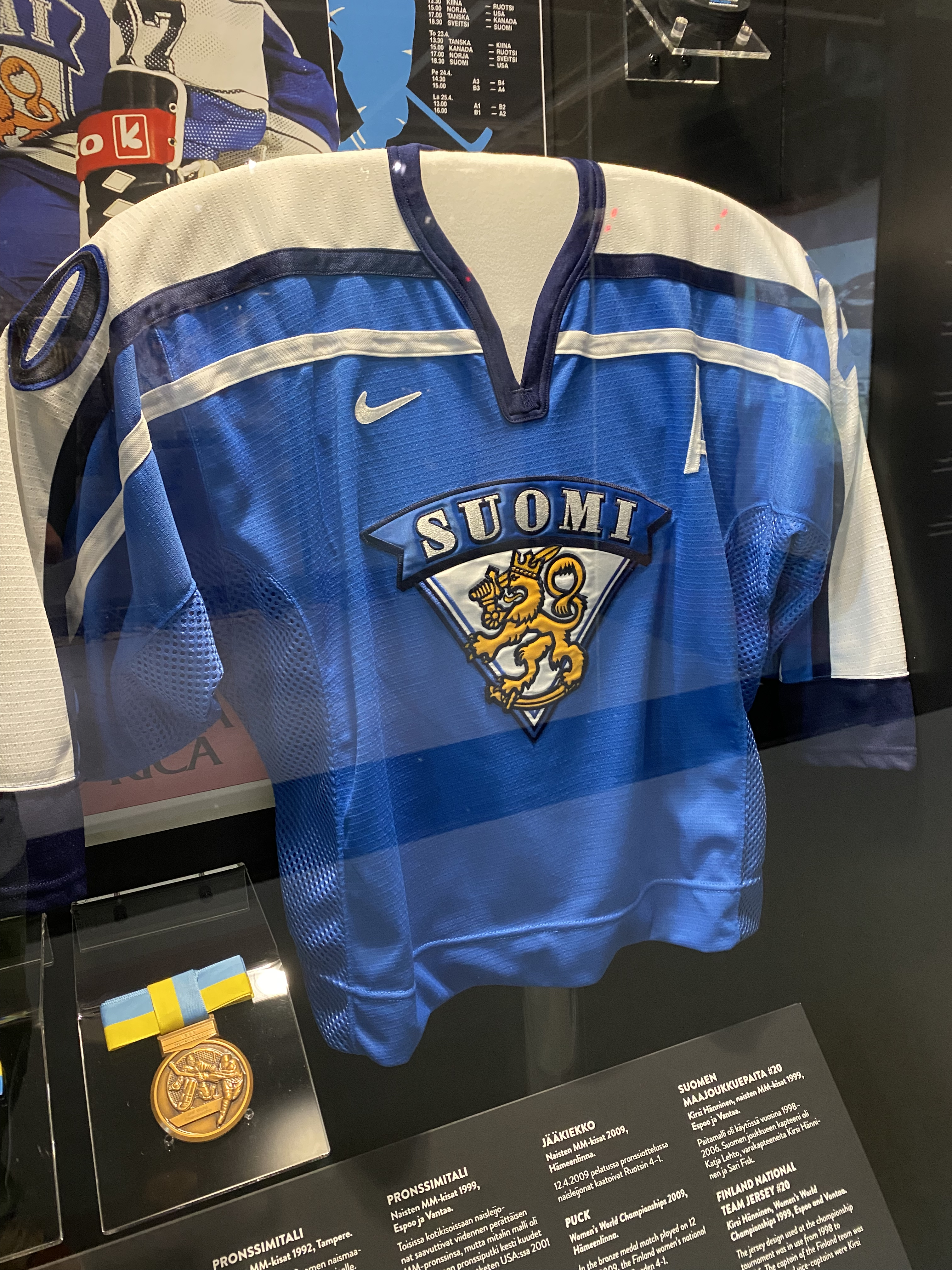
Trikot von Hänninen, das sie bei der Weltmeisterschaft 1999 trug, im finnischen Eishockeymuseum

Kirsi Maaria Hänninen (* 3. Oktober 1976 in Joensuu) ist eine ehemalige finnische Eishockey- und Pesäpallospielerin. Bei den Olympischen Winterspielen 1998 in Nagano gewann sie mit der finnischen Nationalmannschaft die Bronzemedaille im olympischen Eishockeyturnier. Zudem wurde sie zweimal Europameister und gewann mehrere Medaillen bei Eishockey-Weltmeisterschaften.

## Karriere
Auf nationaler Ebene spielte sie zwischen 1992 und 2002 Eishockey für Joensuun Kiekko-Pojat (JoKP), JYP Naiset, Blues, KalPa und Kärpät Oulu. 1997 und 1998 wurde er mit JYP jeweils finnischer Meister.
Beim Pesäpallo wurde Hänninen zwei Mal finnischer Meister (2000 mit PattU und 1996 mit Kirittäret) sowie 2004 Vizemeister. Zudem erhielt sie zahlreiche persönliche Auszeichnungen.

## Erfolge und Auszeichnungen
| - 1993 Goldmedaille bei der Europameisterschaft - 1994 Bronzemedaille bei der Weltmeisterschaft - 1995 Goldmedaille bei der Europameisterschaft - 1996 Bronzemedaille bei der Europameisterschaft | - 1997 Bronzemedaille bei der Weltmeisterschaft - 1998 Bronzemedaille bei den Olympischen Winterspielen - 1999 Bronzemedaille bei der Weltmeisterschaft - 2000 Bronzemedaille bei der Weltmeisterschaft - 2018 Aufnahme in die Finnische Eishockey-Ruhmeshalle (#247) |